# Wolfgang Paul
Wolfgang Paul, nemški fizik, * 10. avgust 1913, † 7. december 1993.
Paul je leta 1989 skupaj z Ramseyjem in Dehmeltom prejel Nobelovo nagrado za fiziko.